# 王政廃止宣言

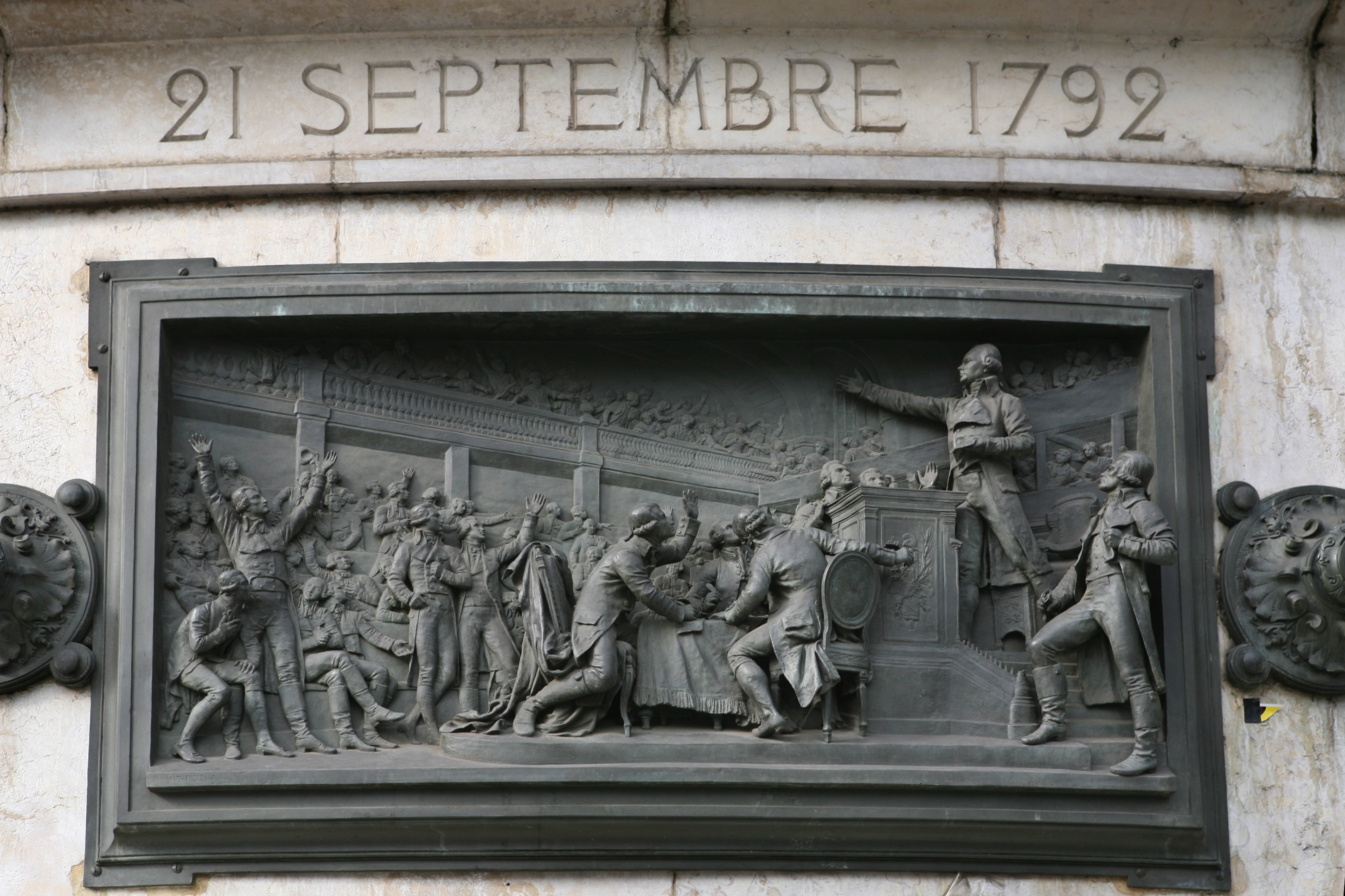

王政廃止宣言（おうせいはいしせんげん）君主制廃止宣言（くんしゅせいのはいしせんげん、仏： Proclamation de l'abolition delaroyauté 、英：proclamation of the abolition of the monarchy）は、1792年9月21日にフランスの君主制を廃止したことを発表したフランス国民公会による宣言。
フランス革命のなか、8月10日事件でサンキュロットや義勇兵がテュイリー宮殿を襲撃した際の混乱を抑制するため、議会が行なったもの。